# Spaniocerca
Spaniocerca is een geslacht van steenvliegen uit de familie Notonemouridae. De wetenschappelijke naam van het geslacht is voor het eerst geldig gepubliceerd in 1923 door Tillyard.

## Soorten
Spaniocerca omvat de volgende soorten:
- Spaniocerca acuta McLellan, 1991
- Spaniocerca bicornuta McLellan, 1987
- Spaniocerca hamishi McLellan, 2000
- Spaniocerca longicauda McLellan, 1977
- Spaniocerca minor Kimmins, 1938
- Spaniocerca zelandica Tillyard, 1923
- Spaniocerca zwicki McLellan, 1987